# Ramon Archs i Serra
Ramon Archs i Serra   (Barcelona, 1883 - 27 de juny de 1921) fou un dirigent anarcosindicalista català. El seu pare, Manuel Archs i Solanelles, dirigent sindical de la Federació Regional Espanyola de l'AIT, va ser detingut i acusat de participar en l'atemptat al Liceu i afusellat al Castell de Montjuïc el 1894.
Ramon Archs va entrar a militar a la CNT a on sempre va advocar per l'estratègia terrorista anarcocomunista contra la patronal. Després de l'assassinat d'Eduardo Dato fou detingut l'estiu del 1921, i en aplicació de la Llei de fugues va morir assassinat per la policia amb l'excusa que s'havia volgut escapar.

## Els inicis
Se'n sap poc de la seva infantesa. De jovenet entrà a treballar en el sector del metall i fou detingut per activitats sindicals el 1908. Va aparèixer vinculat a l'atemptat que va patir el rei Alfons XIII a la Rue de Rivoli de París el 31 de maig de 1905. Algunes fonts afirmen que fou condemnat a mort per la seva implicació en els fets de la Setmana Tràgica de 1909, encara que posteriorment fou indultat i amnistiat. El 1910, quan treballava a l'Hispano Suiza, fou nomenat secretari de la Societat Metal·lúrgica i organitzà la vaga del metall de 1910, en la que es reclamava la jornada laboral de 9 hores i l'abolició de les festes de caràcter religiós que s'havien de recuperar. Fou detingut setembre de 1910 per enfrontar-se amb l'enginyer Tous de La Maquinista Terrestre y Marítima, però en el judici de 12 de novembre de 1911 fou absolt. Entre 1912 i 1919 va viure a París, on va marxar fugint de la repressió i participà en els conferències de Sébastien Faure.

## Els grups d'autodefensa
Quan tornà fou nomenat secretari del sindicat del Metall i enllaç amb el Comitè Nacional de la Confederació Nacional del Treball i secretari del comitè de la CRTC (1920-1921). Fou novament detingut i apallissat pels carcellers el 24 de desembre de 1919 amb un grup d'anarquistes. El 4 de gener de 1920 fou detingut novament sota l'acusació d'atemptar contra Fèlix Graupera, un dels promotors dels Sindicats Lliures. El 16 de desembre de 1920 fou encarregat per Evelio Boal, Secretari General de la CNT, de formar grups d'autodefensa per tal de protegir les reunions dels comitès i sindicats. En les reunions proposà atacar directament als camps de la repressió: l'inspector de policia Espejo, al governador civil Severiano Martínez Anido i al cap de govern Eduardo Dato. En una reunió del sindicat del Metall s'acordà que Ramon Casanellas i Lluch, Pere Mateu i Cusidó i Lluís Nicolau i Fort anessin a Madrid a dur-lo a terme el 8 de març de 1921. Ell mateix se n'encarregà d'adquirir la motocicleta amb sidecar amb la que efectuaren l'atemptat.
Mentrestant, el 19 de gener de 1921 és posat en crida i cerca per l'atemptat contra Jaime Pujol, membre del Somatent. Es creu que fou l'organitzador de l'atemptat contra l'inspector Espejo el dia anterior. Quan Evelio Boal és detingut el 3 de març de 1921 és nomenat secretari del Comitè Regional de Catalunya pel nou secretari general de la CNT, Andreu Nin.
Assabentada la policia que Archs i Pere Vandellós són els organitzadors dels grups d'autodefensa, decideixen capturar-lo. El 25 de juny de 1921 és delatat i detingut a la plaça Universitat de Barcelona. El cap de la policia Arlegui el va torturar personalment a la comissaria de la Via Laietana. Dos dies després se li aplicà la llei de fugues. El seu cos, cosit a trets i amb ferides d'arma blanca, va aparèixer al carrer Vila i Vilà de Barcelona.